# テクプリ
テクプリ（t.c.princess）は、2009年7月から2013年7月にかけて活動を行っていた日本の女性4人組アイドルグループである。所属事務所は宮城県仙台市に本社を置くモラドカンパニー（旧名：仙台SOSモデルエージェンシー / SOSプロ）、レーベルはteepot。

## 概要
2009年（平成21年）7月、東北発信源ユニットSPLASH（スプラッシュ）のメンバー11人の中から選抜された5名で新ユニットとして結成、メジャーデビューを視野に入れた全国展開を目的にトベタ・バジュンのプロデュースによりテクノポップアイドルとして仙台市を拠点に活動を開始した。並行してメンバーそれぞれがモデル・グラビア・CM出演などの芸能活動を行い、首都圏での多くのライブ・イベント出演を行ったほか、仙台を代表する歌謡曲である「青葉城恋唄 」をカバーし仙台市中心部で開催された主だった大型イベントに出演。2009年から2012年の4年間、宮城県警より「自転車利用マナーアップ大使」の委嘱を受け、交通安全の啓発活動を行ったほか、2012年の「宮城県赤十字血液センターTeen's 献血アンバサダー」に任命されるなど地元に根差した活動も行っていた。
2010年（平成22年）7月18日にデビューマキシシングル「FIRST DATE」をリリース、同年8月には品川プリンスホテル・ステラボールを会場に初開催された日本最大規模のアイドルイベント「TOKYO IDOL FESTIVAL2010」に出演し、以降4年間にわたり連続出演を果たした。
2011年（平成23年）3月11日に発生した東日本大震災で被災したが、同年5月1日に仙台市内においてチャリティーライブと撮影会を行ない、活動を再開した。以後は地元でのイベント出演のほか東京での対バンイベント出演を増やし、よりポップな方向に振ったセカンドシングル「スキスキスキ」のリリースや、メンバーのRIOがミスヤングチャンピオン2011グランプリを受賞するなどして新たなファン層を獲得し、年末にはホリプロが主催するご当地アイドルNo.1決定戦「U.M.U AWARD 2011」の東北エリア代表候補に選ばれるなど注目を集めた。
2012年（平成24年）3月21日にベストアルバム『EARLY BEST : sentimental diamond』をリリース、同年4月1日には池袋ビッグバンボックスにて初ワンマンライブを開催、同年6月2日には自らが発起人となって東北各県と東京からアイドルユニット16組を集め、Zepp Sendaiにおいて東北発復興チャリティイベント「Girls for HEART LIGHT SENDAI」を開催、同年8月4日にはサードシングル「Do It !!」をリリースするなど活動を活発化させ、年間のライブ・イベント出演は2011年に比べ3倍近く増加した。
2013年（平成25年）6月4日、リーダーのRIKAが公式ブログ上で自身の卒業とテクプリの解散を発表した。腰痛によって活動休止を余儀なくされ、メンバー・プロデューサー・スタッフとで話し合った結果「3人になったらテクプリではない」という結論に達したためで、残る3人は新たなユニットを組み再スタートを切ることになった。
同年7月28日、お台場・青海特設会場で開催された「東京アイドルフェスティバル 2013」の湾岸スタジオDOLL FACTORY会場への出演がテクプリ最後のステージとなった。同年9月18日より、リオ・ユキノ・モモカの3人はアイリス (by MORADOLL)として活動を再開している。

## ユニット名
英語表記はt.c.princess、tは「東北」「テクノ」、cは「Cute」「Chance」「Challenge」の意味で「テクノプリンセス」の略称として「テクプリ」と名づけられた。

## メンバー
| 愛称            | 氏名                     | 生年月日 （現年齢）    | デビュー時 年齢 | 備考                                                     |
| --------------- | ------------------------ | ---------------------- | --------------- | -------------------------------------------------------- |
| RIKA / リカ     | 八島莉香 やしま りか     | 1995年12月6日（29歳）  | 13歳            | リーダー                                                 |
| RIO / リオ      | 菅原梨央 すがわら りお   | 1995年6月29日（29歳）  | 14歳            | サブリーダー。ミスヤングチャンピオン2011グランプリ受賞。 |
| YUKINO / ユキノ | 佐藤友紀乃 さとう ゆきの | 1994年12月19日（30歳） | 14歳            |                                                          |
| MOMOKA / モモカ | 米倉桃華 よねくら ももか | 1995年8月28日（29歳）  | 13歳            |                                                          |

デビュー時にはNATSUKI / ナツキ（兒島菜月）を含む5人組のユニットであったが、2010年8月以降フェードアウトし4人組となった。デビューシングル「FIRST DATE」のディスクジャケットには掲載されている。リーダーのRIKAは自身のブログに「脱退」したと記している。

## 作品

### シングル
| #   | リリース日    | タイトル     | 形態 | 規格品番  | 収録曲 |
| --- | ------------- | ------------ | ---- | --------- | --- |
| 1st | 2010年7月18日 | FIRST DATE   | CD   | TEP-0001  | 1. 青葉城恋唄 2. 渋谷Twinkle Planet 3. テクプリのテーマ(instrumental) 4. 青葉城恋唄（カラオケver.）            |
| 2nd | 2011年8月1日  | スキスキスキ | CD   | STJM0002  | 1. スキスキスキ 2. テディベアとパスワード 3. 渋谷Twinkle Planet -Another ver.- 4. スキスキスキ（カラオケver.） |
| 3rd | 2012年8月4日  | Do It !!     | CD   | TPOT-0003 | 1. Do It !! 2. 青葉城恋唄 3. Non-Stop TECHPRI Medley 2012 4. Do It !!（カラオケver.）                          |

### アルバム
| #   | リリース日    | タイトル                               | 形態    | 規格品番  | 収録曲 | 備考                                                    |
| --- | ------------- | -------------------------------------- | ------- | --------- | --- | ------------------------------------------------------- |
| 1st | 2010年3月1日  | ファースト★デート                      | web配信 | -         | 1. テクプリのテーマ 2. チョコレート☆ディスティニー 3. ムーンライト・フラッシュ pixy vocal mix 4. 渋谷Twinkle Planet 5. テディベアとパスワード | iTunes Storeにて限定配信                                |
| 2nd | 2012年3月21日 | EARLY BEST : sentimental diamond       | CD      | TPOT-0002 | 1. スキスキスキ 2. 渋谷Twinkle Planet 3. チョコレート☆ディスティニー 4. テディベアとパスワード 5. ムーンライト・フラッシュ 6. テクプリのテーマ 7. スキスキスキ (SLAKE Remix) 8. スキスキスキ (karaoke) 9. 渋谷Twinkle Planet (karaoke) 10. チョコレート☆ディスティニー (karaoke) 11. テディベアとパスワード (karaoke) 12. ムーンライト・フラッシュ (karaoke)                                   |                                                         |
| 3rd | 2012年3月21日 | EARLY BEST : sentimental diamond完全版 | web配信 | -         | 1. スキスキスキ 2. 渋谷Twinkle Planet 3. チョコレート☆ディスティニー 4. テディベアとパスワード 5. ムーンライト・フラッシュ 6. テクプリのテーマ 7. スキスキスキ (SLAKE Remix) 8. スキスキスキ (karaoke) 9. 渋谷Twinkle Planet (karaoke) 10. チョコレート☆ディスティニー (karaoke) 11. テディベアとパスワード (karaoke) 12. ムーンライト・フラッシュ (karaoke) 13. Non Stop First KISS☆i pop MIX | iTunes Storeにて限定配信 トラック13はアルバム購入のみ。 |

- 2015年1月現在、すべての楽曲のiTunes Storeでのダウンロード購入が可能となっている[17]

### 映像作品
| # | リリース日    | タイトル                    | 販売形態 | 規格品番   | 内容                                                                 |
| - | ------------- | --------------------------- | -------- | ---------- | -------------------------------------------------------------------- |
| 1 | 2009年7月     | チョコレート☆ディスティニー | DVD      | TCPS0001   | プロモーションビデオ ※ライブ・イベント会場を中心に発売               |
| 2 | 2013年3月22日 | テクプリ Special BOX        | DVD      | TOPO-14001 | ドキュメントDVD 2013＆2014 カレンダー 生写真1枚ランダム封入（全5種） |

## 参加作品

### コンピレーションアルバム
| # | リリース日    | タイトル                        | 形態 | レーベル          | 規格品番   | 収録曲                    | 備考                             |
| - | ------------- | ------------------------------- | ---- | ----------------- | ---------- | ------------------------- | -------------------------------- |
| 1 | 2013年3月27日 | Our Shining Idol 今君に会いたい | CD   | avex trax         | AVCD-38666 | 渋谷Twinkle Planet        | 吉田豪監修                       |
| 2 | 2013年4月24日 | Japan Idol File                 | CD   | T-Palette Records | TPRC-0045  | チョコレート☆デスティニー | 南波一海、エドボル、嶺脇育夫監修 |

### 映像作品
- TOKYO IDOL FESTIVAL 2010（2011年2月9日、YRBN-90159/60、よしもとアール・アンド・シー）[19]

## 出演
- テクプリ オフィシャルブログ より[20]

### テレビ
- 24時間テレビ32「愛は地球を救う」〜始まるまで待てない24時間テレビ〜（2009年8月29日、ミヤギテレビ）
- mu-Jack（2009年11月7日、関西テレビ・BSフジ）
- ニッポン!いじるZ（2012年1月11日、TBSテレビ / 1月25日、東北放送）
- 仙台発！地域密着・音楽情報番組「BONBON-TV(ボンボンティービィー)」#77（2012年7月、CAT-V）
- 魁!音楽番付（2012年7月25日、フジテレビ / 8月17日、仙台放送）

### インターネットテレビ
- 〜今年もやります24時間アリティーヴィー〜 ★『宮城国際ご当地アイドルサミット』公開生放送★（2012年8月26日、アリティーヴィー）

### 2013年
- とうほく蘭展＆バラとガーデニングフェスタ2013（2013年1月27日、夢メッセみやぎ）
- MARZアイドル化計画！（2013年2月11日、新宿MARZ）
- カラオケ本舗まねきねこ仙台一番町店1日店長（2013年3月3日、カラオケ本舗まねきねこ・仙台一番町店）
- 第1回 薬物乱用防止・防煙キャンペーン in Sendai「NO DRUG,KNOW DRUG,NO SMOKE」（2013年3月24日、せんだいメディアテーク1階オープンスクエア）
- 「7!!＆ご当地アイドル★日本縦断ドキドキちゃんぷるー ツアー!!」4thちゃんぷるー！（2013年3月24日、新星堂カルチェ5仙台 店頭スペース）
- GIRLS POPS SEARCH Vol.1〜SHIBUYA POP of TECHNOPOP〜（2013年4月12日、渋谷PARCO スタジオ2.5D）
- アイドルジェネレーションvol.9〜ラジオNIKKEI公開収録ライブ〜(2013年4月21日、TOKYO FMホール）
- バラエティトークイベントハコニワ・vol.31(2013年5月5日、TwinBox AKIHABARA）
- みきちゅ×N村presents「魔法少女Nフェス」（2013年7月14日、HooK SENDAI）
- TBC夏祭り2013（2013年7月20日、仙台市勾当台公園市民広場）
- TOKYO IDOL FESTIVAL 2013（2013年7月27日・28日、お台場・青海特設会場）

### 関連書籍
- idol graph フォトジェ二（2012年、玄光社MOOK） - 「Heat up! TOHOKU 東北のアイドルシーンが熱い!」特集。

### 関連アルバム
- テクプリ・トリビュート 〜テクプリHappy Ever After（2014年5月21日、TPOT-8） - トベタ・バジュン、YMCK、サカモト教授、クルミクロニクル、エレクトリックリボン、SEXY SYNTHESIZER、エイプリルズ、SLAKEが参加[21]。